# Черевичний Дмитро Степанович
Черевичний Дмитро Степанович (23 жовтня 1924 у с. Ободівка Тростянецького р-ну на Вінниччині — 1993) український письменник. Член Спілки письменників України. Велику частку його творчості складала кримська тема: Кримська тема у творчості: образ героїчного Криму, будні кримських трудівників, Крим курортний.

## З біографії
Працював у колгоспі, на комсомольських будовах у Дніпродзержинську, на Донбасі.
Учасник Великої вітчизняної війни. З весни 1944 року воював у стрілецькій дивізії на 2-му і 1-му Українських фронтах, брав участь у боях під Яссами, у форсуванні Одеру. У лютому 1945 року важко поранений.
Увійшов в українську літературу у 1955 р. як гуморист і фейлетоніст.
З 1957 р. мешкав у Криму.

## Творчий доробок
У творчому доробку:
1960 р. — «Мій супутник», 1963 р. — «Душевний підхід», 1963 р. — «Пісні напровесні», 1979 р. — «Хліб на столі», 1984 р. — «Обрії».
Переклади українською мовою з аварської, грузинської, російської, киргизької, туркменської.

## Нагороди
Медалі «За відвагу», «За перемогу над Німеччиною у Великій Вітчизняній війні 1941—1945рр».

## Інтернет-ресурси
- Черевичний Дмитро Степанович [Архівовано 13 квітня 2014 у Wayback Machine.]